# کامیون پودگورنه
کامیون پودگورنه (به لهستانی:  Kamion Podgórny) یک روستا در لهستان است که در گمینا مووجشن واقع شده‌است.